# Jón Arnór Stefánsson
Jón Arnór Stefánsson, né le 21 septembre 1982, à Reykjavík, en Islande, est un joueur islandais de basket-ball. Il évolue au poste d'arrière.

## Palmarès
- Coupe d'Italie 2006
- FIBA Europe League 2005